# Mentzelia floridana
Mentzelia floridana är en brännreveväxtart som beskrevs av Thomas Nuttall, John Torrey och Gray. Mentzelia floridana ingår i släktet Mentzelia och familjen brännreveväxter. Inga underarter finns listade i Catalogue of Life.

## Bildgalleri

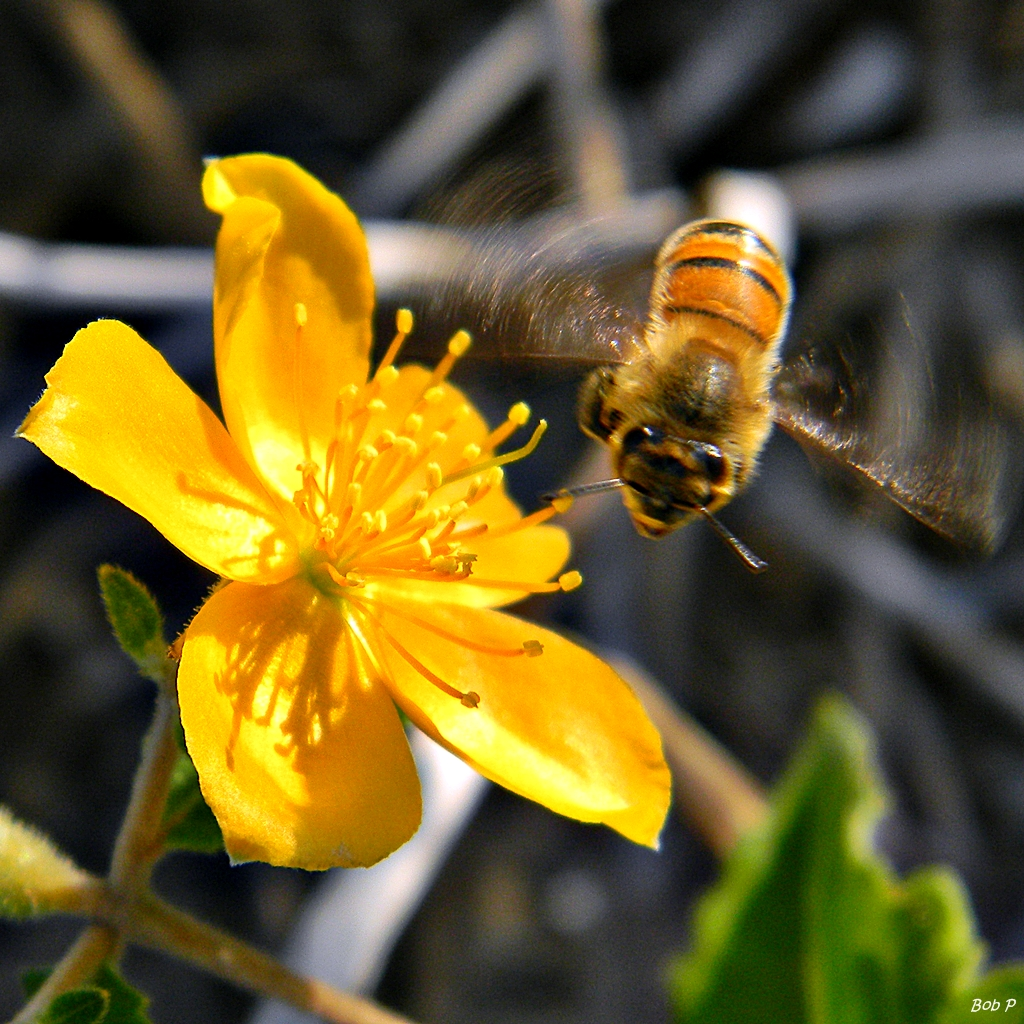
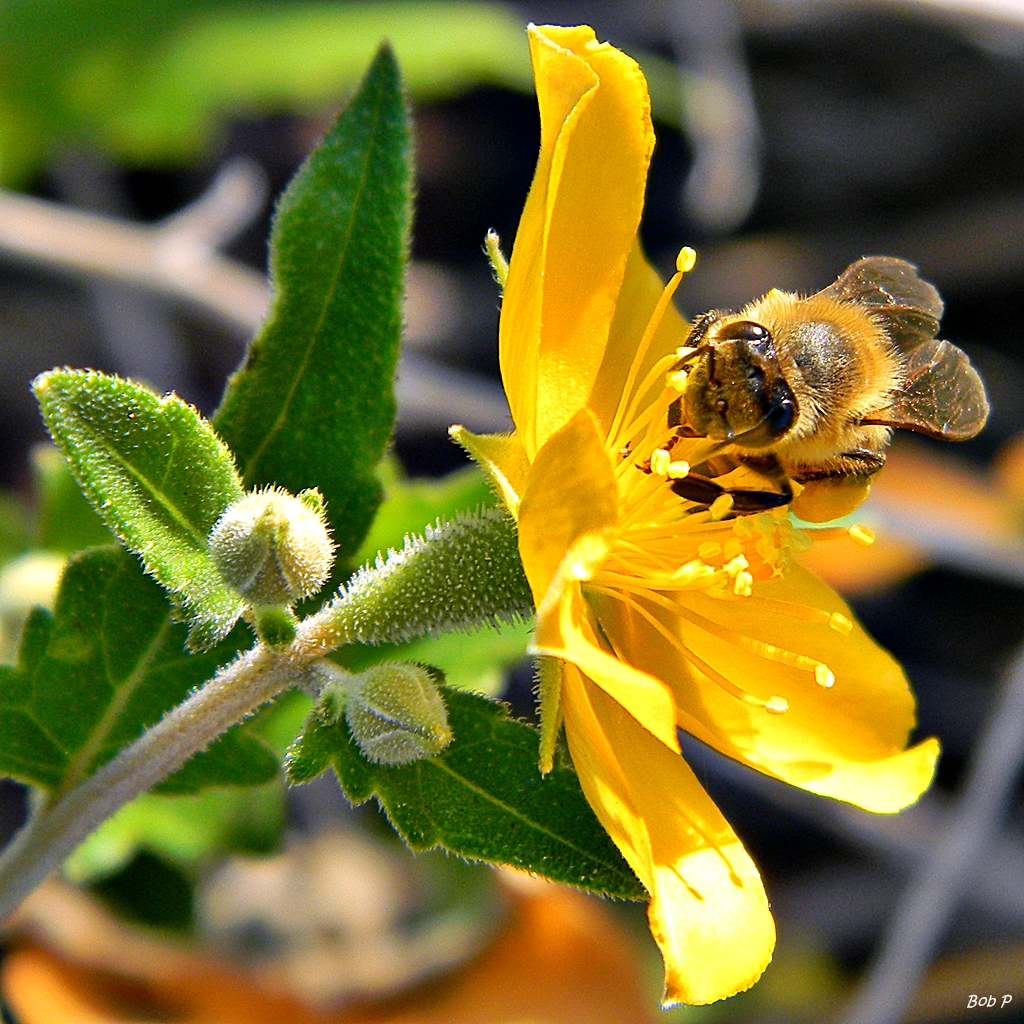
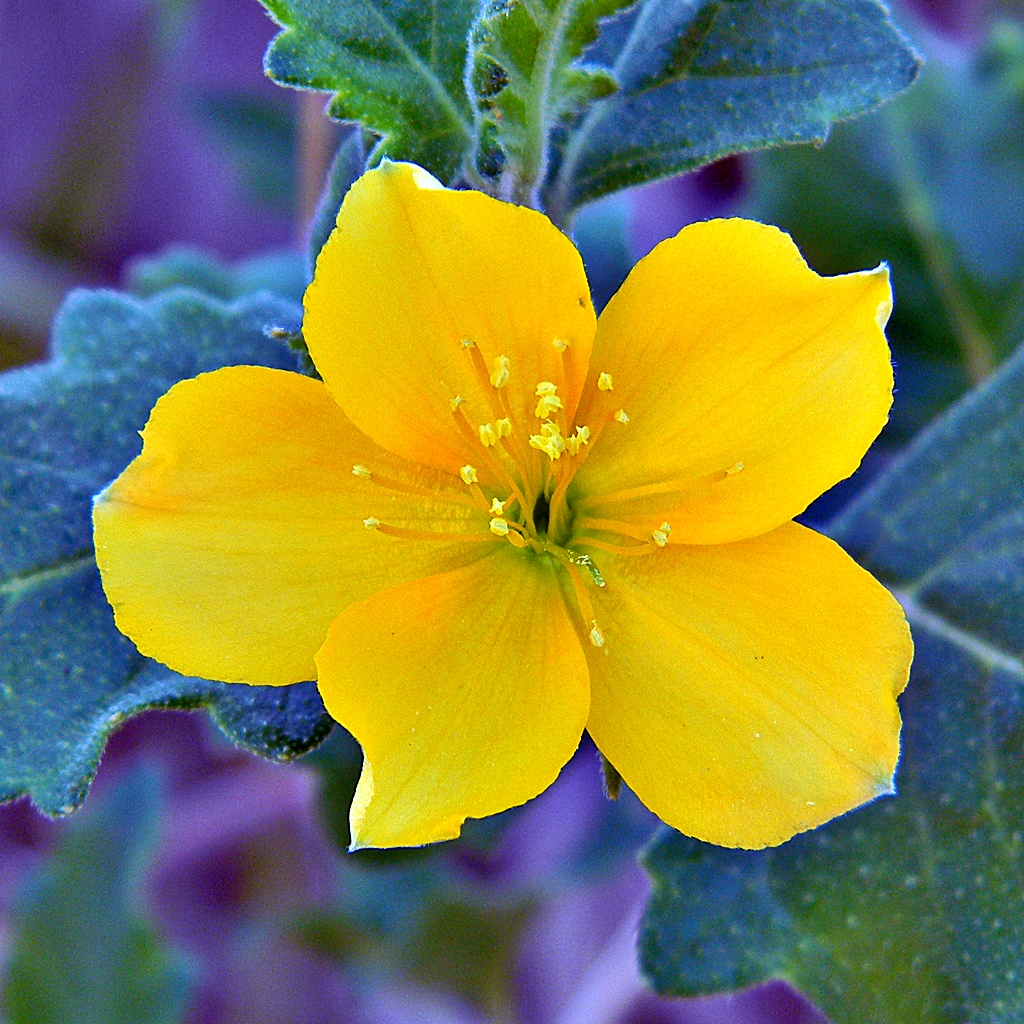
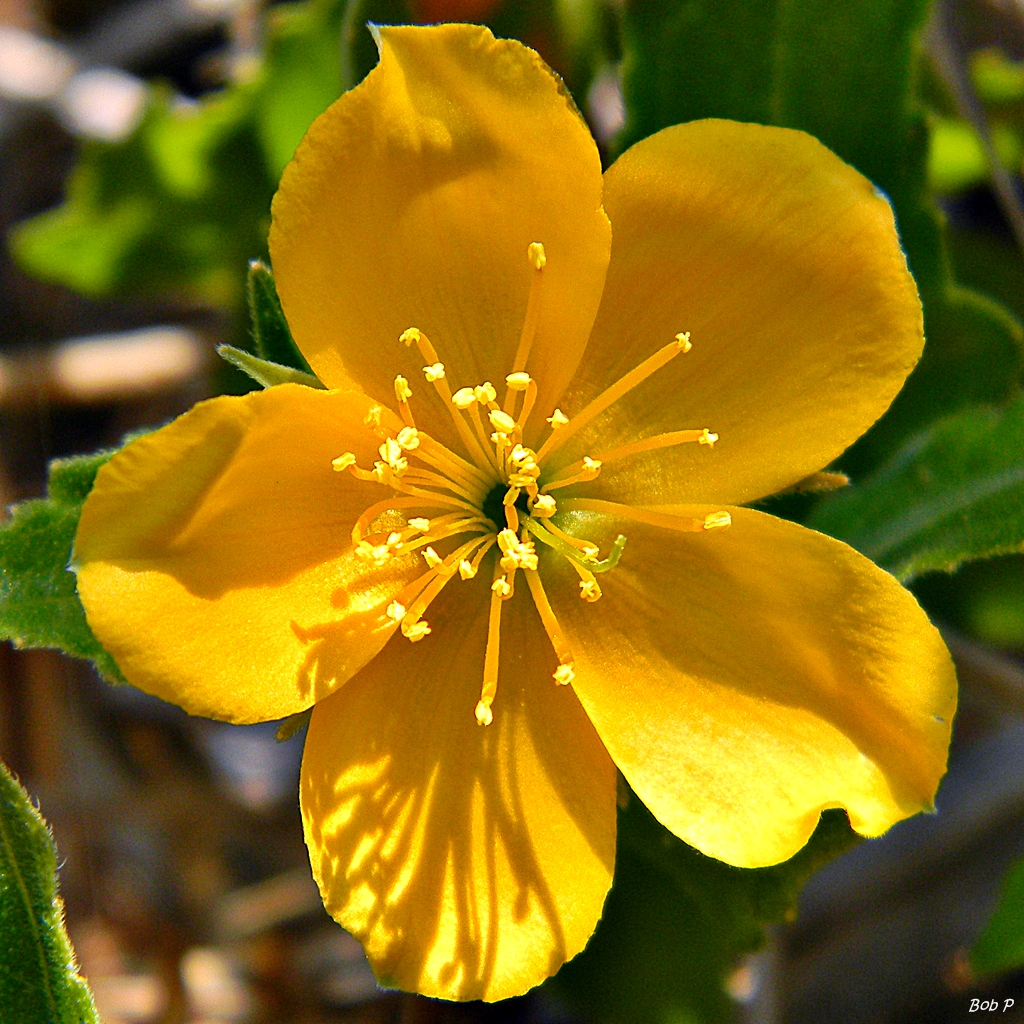